# Daniel Harris (Architekt)
Daniel Harris (* circa 1761; † Juni 1840, Oxford, England) war ein Architekt und Bauingenieur und Gefängnisleiter in Oxford, England.

## Leben
Harris Geburtsort und Datum sind unbekannt, aber er wurde um 1761 geboren, da das Sterberegister von St-Peter-le-Bailey ihn bei seinem Tod 1840 als 79 Jahre alt verzeichnet. Er war seit 1789 mit Elizabeth Tomkins aus Oxford verheiratet. Das Ehepaar hatte vier Töchter, die zwischen 1791 und 1801 geboren wurden. Harris starb im Juni 1840 in seinem Haus in der New Road in Oxford.

## Karriere
Harris kam als reisender Zimmermann nach Oxford und war der Governor Gefängnisses im Oxford Castle von 1786 bis 1809. Er baute ein Geschäft auf der Grundlage der Gefangenenarbeit auf, dass er mit der Hinzunahme von für lohnarbeitenden Handwerkern ausbaute.
Harris wurde im Wasserwegebau aktiv, als er den Auftrag zum Ausbau des Oxford-Kanals von der Hayfield Road zur Worcester Street und dem Bau des Worcester Street Kais 1788–89 erhielt.
Er baute auch vier Schiffsschleusen, um die bis dahin verwendeten Stauschleusen zu ersetzen. Die erste Schleuse war das Osney Lock für die Thames Navigation Commission 1790. In Oxford waren der Oxford-Kanal und Themse ursprünglich über eine Stauschleuse an der Hythe Bridge miteinander verbunden. 1795 bis 1797 ersetzte sie Harris mit dem Isis Lock, das Thames Barges den Zugang zu den Kaianlagen der Oxford Canal Company an der Worcester Street ermöglichte. Kein von Harris Schleusen existiert noch in der Form, in der er sie entworfen hatte.
Von 1812 bis 1837 arbeitete Harris mit dem Architekten John Plowman zusammen.

## Bauten

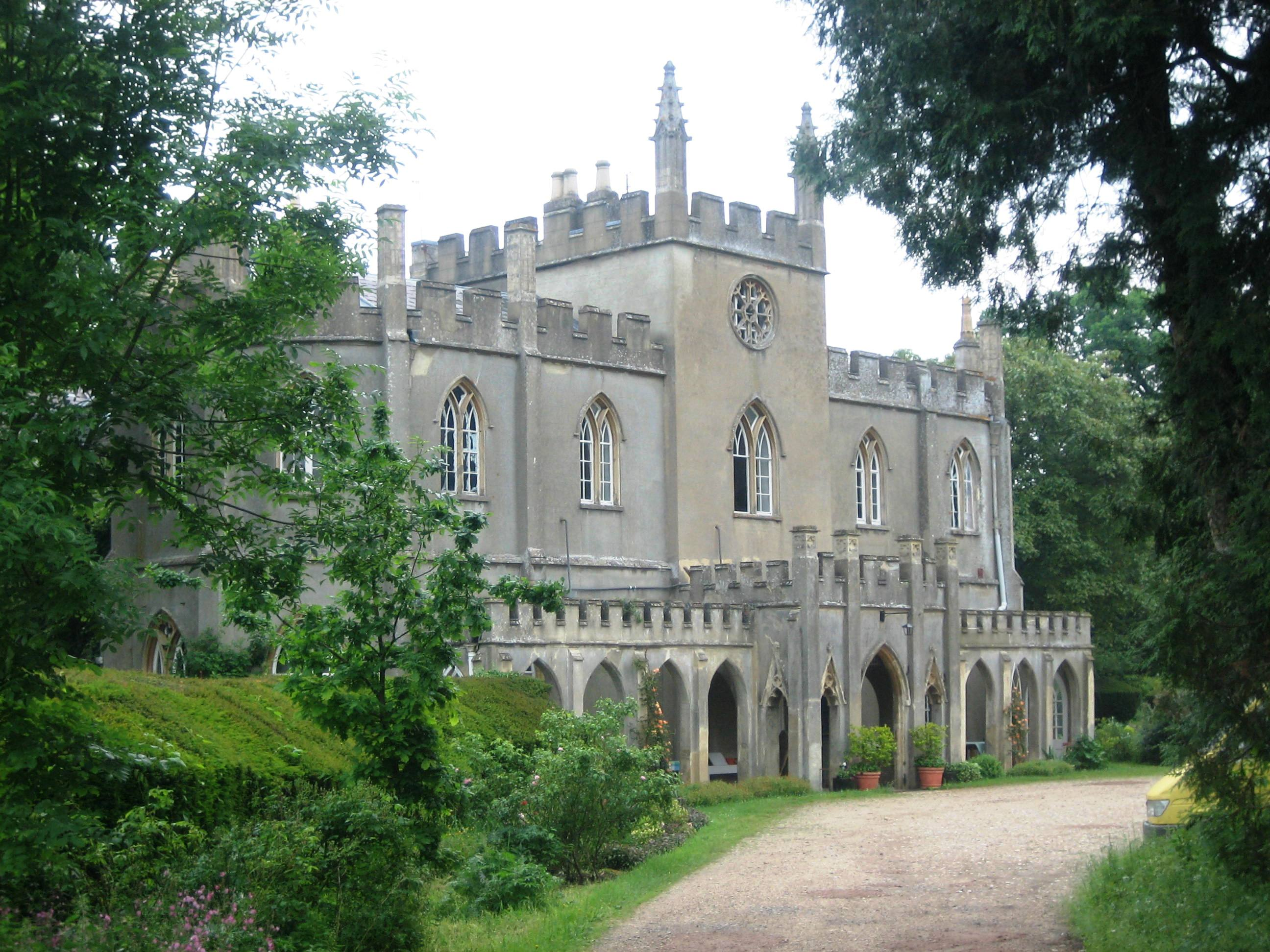
Braziers Park House, Ipsden

- Oxford Prison, Oxford: Vergrößerung 1785–1805 (nach Plänen von William Blackburn)[1]
- Oxford-Kanal, Oxford: Worcester Street Wharf, 1788–89[7]
- Themse, Oxfordshire: Osney Lock, Oxford, 1790[3]
- Themse, Oxfordshire: Godstow Lock, Godstow, 1790[8]
- Themse, Oxfordshire: Pinkhill Lock, Farmoor, 1791[1]
- Oxford Canal, Oxford: New Road Wharf, Oxford, 1793 und 1801[9]
- Themse, Oxfordshire: Sandford Lock, Sandford-on-Thames, 1795[10]
- Oxford-Kanal, Oxford: Isis Lock 1795–97 (umgebaut 1844)[5]
- Wyaston House, New Inn Hall Street, Oxford 1795–97 (für die Oxford Canal Navigation Company) (jetzt Linton House, Teil von St Peter’s College)[11]
- Braziers Park House, Ipsden, Oxfordshire:Facade, 1799[12]
- Saint Mary’s Pfarrkirche, Bampton, Oxfordshire: Umbauten am Refektorium, 1799[13]
- Saint Botolph’s Pfarrkirche, Swyncombe, Oxfordshire: Refektorium, 1803[14]
- Abingdon Prison,[15] Abingdon, Oxfordshire, 1805–11 (nach Plänen von Jeffry Wyattville)[1]
- Saint Mary Magdalene Pfarrkirche, Stoke Talmage, Oxfordshire: Ausbau des Refektoriums, 1820[16]